# 休森市

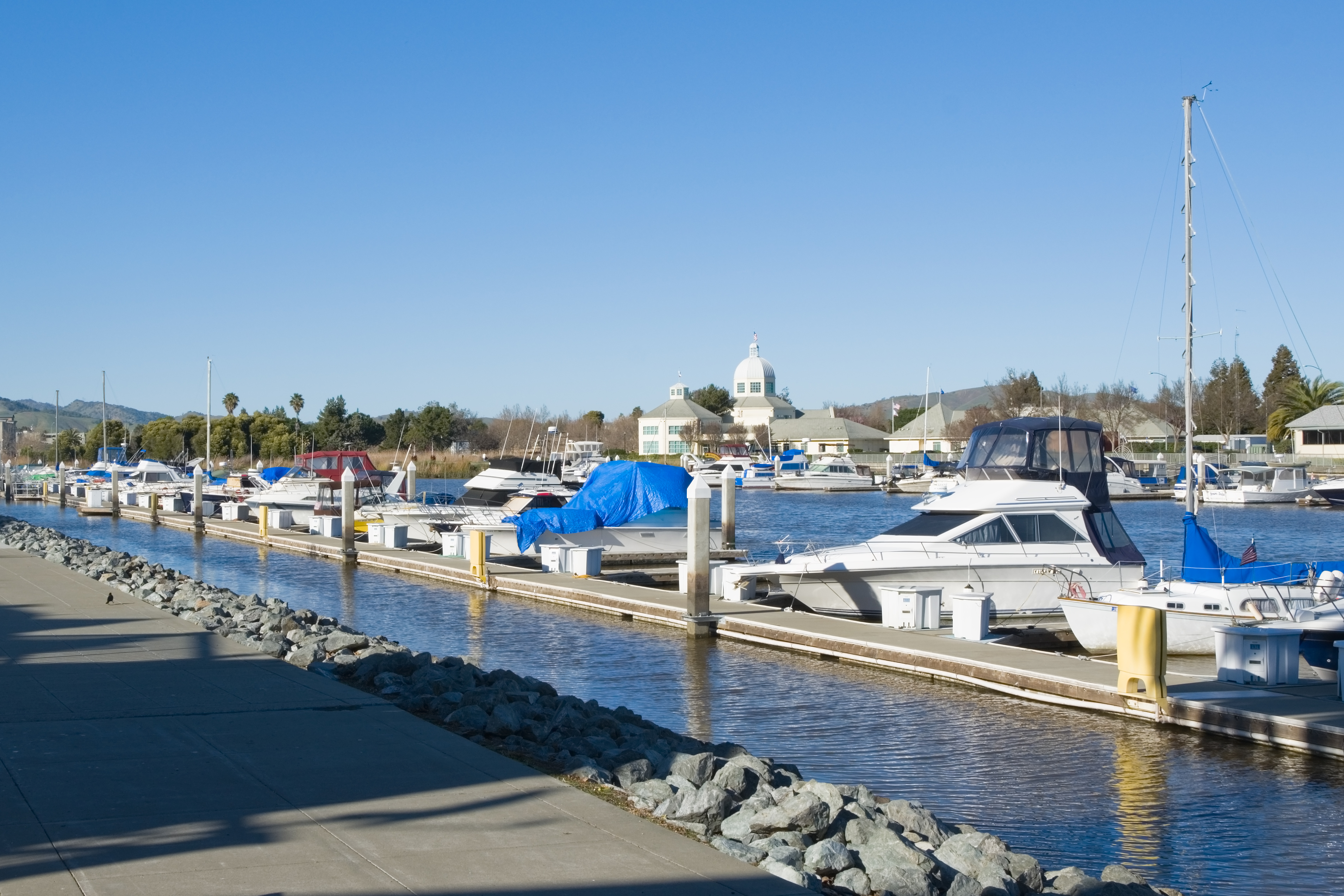
休森市游艇码头和市政厅

休森市（英語：Suisun City），是美国加利福尼亚州索拉诺县下属的一个城市。于1868年10月9日建市。城市面积约为10.6平方公里，根据2010年美国人口普查，该市有人口28,111人。